# Merseyside derby
Merseyside derby (či Liverpoolské derby) je název pro utkání fotbalových klubů Liverpool FC a Everton FC z města Liverpool, kde oba kluby sídlí. Derby je pojmenované podle hrabství Merseyside. Jedná se o nejdéle probíhané derby v nejvyšší anglické fotbalové lize, které se hraje již nepřetržitě od sezóny 1962–1963.

## Historie
Everton FC byl založen roku 1878 a během let 1884–1891 hrával své domácí zápasy na stadionu Anfield Road. V raných dobách klubu probíhal spor mezi předsedou klubu Johnem Houldingem a několika dalšími členy představenstva klubu. Spor byl ukončen roku 1892, kdy členové představenstva Evertonu ukončili spolupráci s Houldingem, opustili Anfield a odešli do nového stadionu svého týmu, do Goodison Parku. Houlding poté vytvořil nový fotbalový klub Liverpool FC, který odehrává své domácí zápasy na Anfieldu.
Toto derby bylo také označované jako „přátelské derby“, kvůli velkému počtu příznivců obou týmů z mnoha rodin ve městě a nízkému násilí mezi oběma skupinami fanoušků. Finále EFL Cupu v roce 1984 se přezdívalo „přátelské finále“, protože fanoušci obou celků společně skandovali „Merseyside“. Finále FA Cupu v roce 1986 vypadalo podobně. Od poloviny 80. let 20. stol. se rivalita mezi týmy na hřišti i mimo něj zvýšila a od vzniku Premier League v roce 1992 bylo ve vzájemných zápasech těchto klubů rozdáno více červených karet, než v kterémkoliv jiném fotbalovém utkání.[ujasnit]
Stadiony obou klubů jsou od sebe vzdálené jen necelý 1 kilometr. Mezi nimi se rozprostírá Stanley Park.

## Statistiky utkání

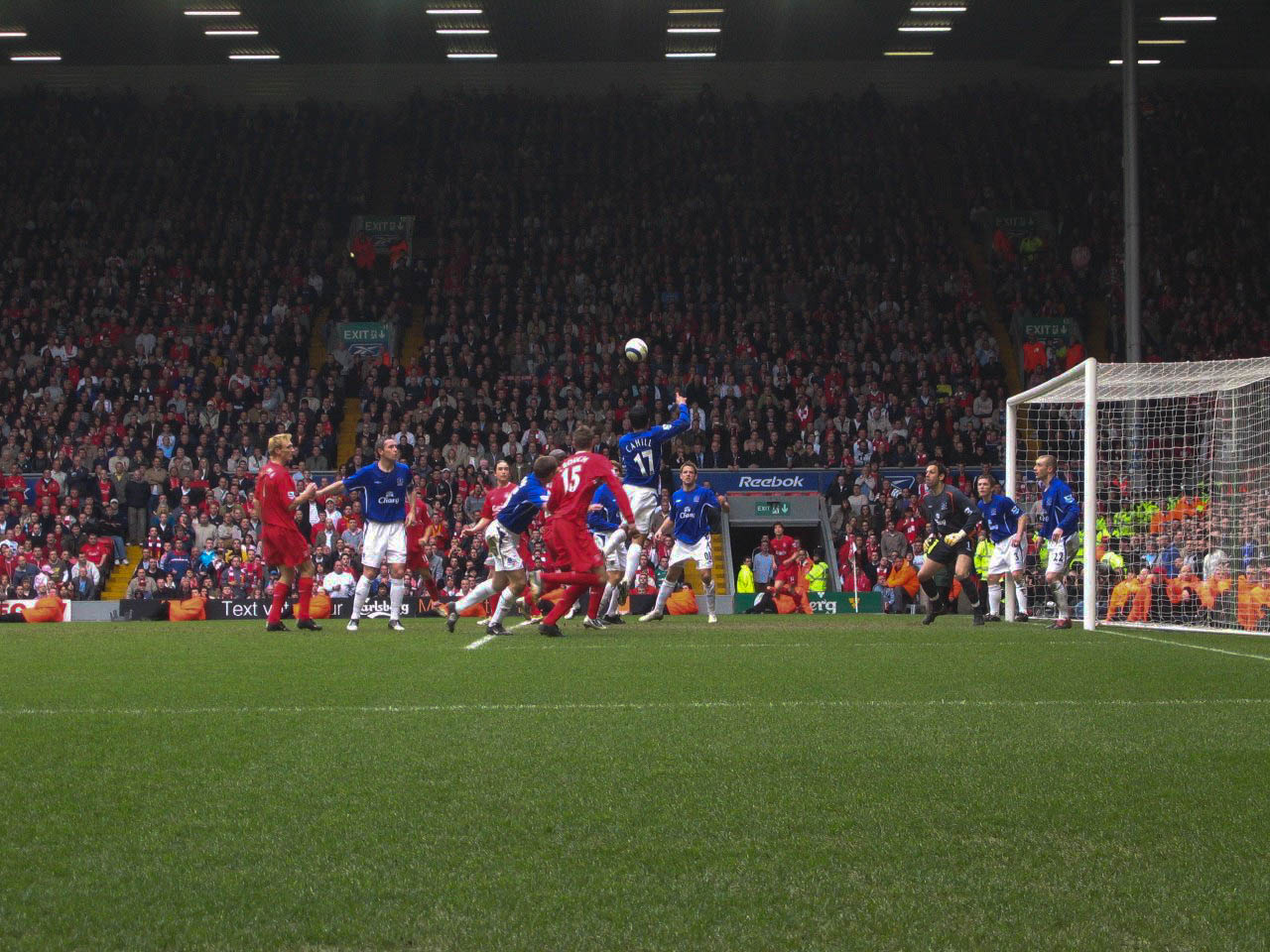
Utkání Merseyside derby ze dne 25.3. 2006.

Ke dni 3. září 2022
| Soutěž                         | Odehráno zápasů | Výhry Liverpoolu | Remízy | Výhry Evertonu | Branky Liverpoolu | Branky Evertonu |
| ------------------------------ | --------------- | ---------------- | ------ | -------------- | ----------------- | --------------- |
| Football League First Division | 146             | 54               | 44     | 48             | 203               | 181             |
| Premier League                 | 61              | 26               | 25     | 10             | 85                | 53              |
| FA Cup                         | 25              | 12               | 6      | 7              | 40                | 28              |
| Football League/EFL Cup        | 4               | 2                | 1      | 1              | 2                 | 1               |
| FA Charity/Community Shield    | 3               | 1                | 1      | 1              | 2                 | 2               |
| Football League Super Cup      | 2               | 2                | 0      | 0              | 7                 | 2               |
| Celkem                         | 241             | 97               | 77     | 67             | 339               | 267             |